# Стефан Стоянов (дипломат)
Вижте пояснителната страница за други личности с името Стефан Стоянов.
Стефан Стоянов е български политик, дипломат и бизнесмен.

## Ранни години
Стефан Стоянов е роден в София през 1954 г. в семейство на доцент Васил Стоянов, създател на българския индустриален и пространствен дизайн. През 1973 година Стефан завършва 114-та Английска езикова гимназия (днес Първа английска езикова гимназия), София.
След отбиване на военната си повинност кандидатства математика в СУ „Св. Климент Охридски“. Дипломира се като първенец на випуска през 1981 г. с пълно отличие и златен медал след рядко постижение в следването си – всички изпити, по всички предмети е взел с отличен 6. В периода 1981 – 1990 е специалист в Института по математика на БАН, преподавател в СУ „Св. Климент Охридски“, хоноруван асистент във ВИИ „К. Маркс“ (сега УНСС), главен специалист и ръководител на филиал „Инженерно-внедрителска дейност“ на Съюза на математиците в България. През 1989 става доктор по математика.

## Политик и дипломат
Съучредител и заместник-председател на Демократическата партия (декември 1989 – декември 1990). Автор е на нейния първи устав и програма.
Член на Националния координационен съвет на СДС (декември 1989 – декември 1990). През 1990 г. е участник в Националната кръгла маса като заместник-председател на Демократическата партия.
През 1990 г. е избран за народен представител в VII ВНС от листата на СДС. Инициатор е за създаване на Комисия по парламентарна етика, на която е заместник-председател. Заместник-председател на Българската интерпарламентарна група. Подписва Конституцията на Република България през юли 1991 г. Заедно с останалите подписали е изключен от СДС.
През 1991 г. е избран за председател на Демократическа партия – Консервативен сговор.
В периода 1992 – 2002 е собственик и управител на няколко търговски дружества. Обществената му дейност се изразява в материална поддръжка на ученици роми. Основател и член на Ротари клуб София (1991). Председател е на Управителния съвет на фондация „Свободна инициатива“ (1992 – 2001).
През 2002 – 2006 е извънреден и пълномощен посланик на Република България в Република Гърция. Награден с „Големия кръст на Ордена на Феникса“